# Río Shenandoah
El río Shenandoah es un afluente del Potomac de unos 90 km de longitud, que fluye en dirección noreste por el estado estadounidense de Virginia y en su último tramo forma frontera entre este estado y Virginia Occidental. Tiene dos fuentes, el North Fork y el South Fork de unos 100 km cada una. Fluye por el oeste de la cordillera Azul, en el noroeste de Virginia.